# Günther Ruprecht (Verleger)
Günther Ruprecht (* 17. Februar 1898 in Göttingen; † 17. März 2001 ebenda) war ein deutscher Verleger. Er leitete ab 1929 den Göttinger Verlag Vandenhoeck & Ruprecht. Er war eine führende Kraft in der Jungreformatorischen Bewegung im Kirchenkampf innerhalb der Deutschen Evangelischen Kirche (DEK) in der Zeit des Nationalsozialismus.

## Leben
Günther Ruprecht war der Sohn des Verlegers Gustav Ruprecht (1860–1950). Im Ersten Weltkrieg diente er als Reserveleutnant. Anschließend wollte er Medizin studieren, aber sein Vater überredete ihn zu einer Ausbildung zum Buchhändler. Nach dem Abschluss arbeitete Ruprecht in Breslau, Heidelberg, Leipzig und Stockholm. Er beherrschte mehrere Fremdsprachen, darunter Schwedisch und Norwegisch. 1923, mitten in der Wirtschaftskrise, trat er in das Familienunternehmen ein. Gemeinsam mit seinem Vater und seinem Onkel Wilhelm Ruprecht (1858–1943), seit 1928 auch mit seinem Vetter Hellmuth Ruprecht (1903–1991), leitete er das Verlagshaus (in der fünften Generation). Während der sehr schwierigen Jahre der Weltwirtschaftskrise führte er die Verlagsgeschäfte erfolgreich fort.
Besondere Mühe widmete Ruprecht der Kirche und Theologie. Er verlegte bedeutende theologische Lexika, Lehr- und Handbücher und begründete die erste vollständige Kommentarreihe zum Alten Testament, Das Alte Testament Deutsch (ATD), sowie die Ergänzungsreihen ATD-Apokryphen und Grundrisse zum Alten Testament.
In der Zeit des Nationalsozialismus unterstützte er ab 1933 die Bekennende Kirche. Er verlegte deren Zeitschrift Junge Kirche und gründete dafür ein eigenes Unternehmen, den „Verlag Junge Kirche, Günther Ruprecht“. 1946 druckte Ruprecht die Rede Martin Niemöllers über die Kriegsschuld der Deutschen. Als Vorsitzender der Vereinigung evangelischer Buchhändler leitete Ruprecht ab 1947 deren Wiederaufbau. In dieser Eigenschaft arbeitete Ruprecht auch mit dem evangelischen Buch- und Verlagswesen in der DDR zusammen. Er trat insbesondere für die Gemeinsamkeit theologischer Veröffentlichungen in Ost und West ein.
Für sein Lebenswerk wurde Ruprecht mehrfach ausgezeichnet. Er war Träger des Bundesverdienstkreuzes und ab 1960 der erste Ehrenbürger der Georg-August-Universität Göttingen. Anlässlich seines 100. Geburtstags verlieh ihm die theologische Fakultät dieser Universität am 15. Februar 1998 die Ehrendoktorwürde.